# Ponso
Ponso (Ponxo in veneto) è un comune italiano di 2 432 abitanti della provincia di Padova in Veneto.

## Storia
Nei primi atti notarili scritti nel XII sec dal Marchese Alberto detto Azzo il paese viene scritto col nome Passim, Pausum, Piusum o Palsum, mentre ai tempi della visita del vescovo Pietro Barozzi nel 1489 il luogo si chiama Passium. Il paese è stato spesso popolato da pastori e da pescatori. Ai tempi della Serenissima negli atti viene testimoniata la presenza di laghi detti Lago di Ponso e Vighizzolo. Con l'avvento del regime napoleonico Ponso diventa comune e registrano spesso disordini e subbuglio tra i civili. Nel 1809 il paese subì grossi danni a causa di un incendio. Dopo la seconda guerra mondiale vive un periodo di rinascita con la costruzione di diversi edifici destinati a enti pubblici.

### Simboli
Lo stemma e il gonfalone sono stati concessi con decreto del presidente della Repubblica del 25 marzo 1988.
Lo scaglione ricorda una tenda stilizzata con riferimento all'origine del toponimo da pausum, palsum, termini con significato di locus ubi pausatur, ovvero "luogo di sosta". Le losanghe simboleggiano i tre centri abitati inclusi nel comune: il capoluogo, Bresega e Chiesazza.
I campi argento rappresenterebbero i laghi e le paludi che anticamente si estendevano nel territorio, mentre le spighe di grano sono simbolo dell'economia locale.
Il gonfalone è un drappo di giallo.

## Monumenti e luoghi d'interesse
Ponso è un paese prevalentemente agricolo, dominato da vigneti e frutteti e si caratterizza per la chiesa di Santa Maria dei Pra' (Chiesazza), eretta intorno all'anno 1000 con materiale recuperato da opere romane, decorato da affreschi, oggi deteriorati. Inoltre, nel territorio comunale, si trovano la chiesa parrocchiale di Santa Maria Assunta e Villa Fracanzani, che risale al XVII secolo, dotata di barchesse ben conservate e di strutture rustiche.

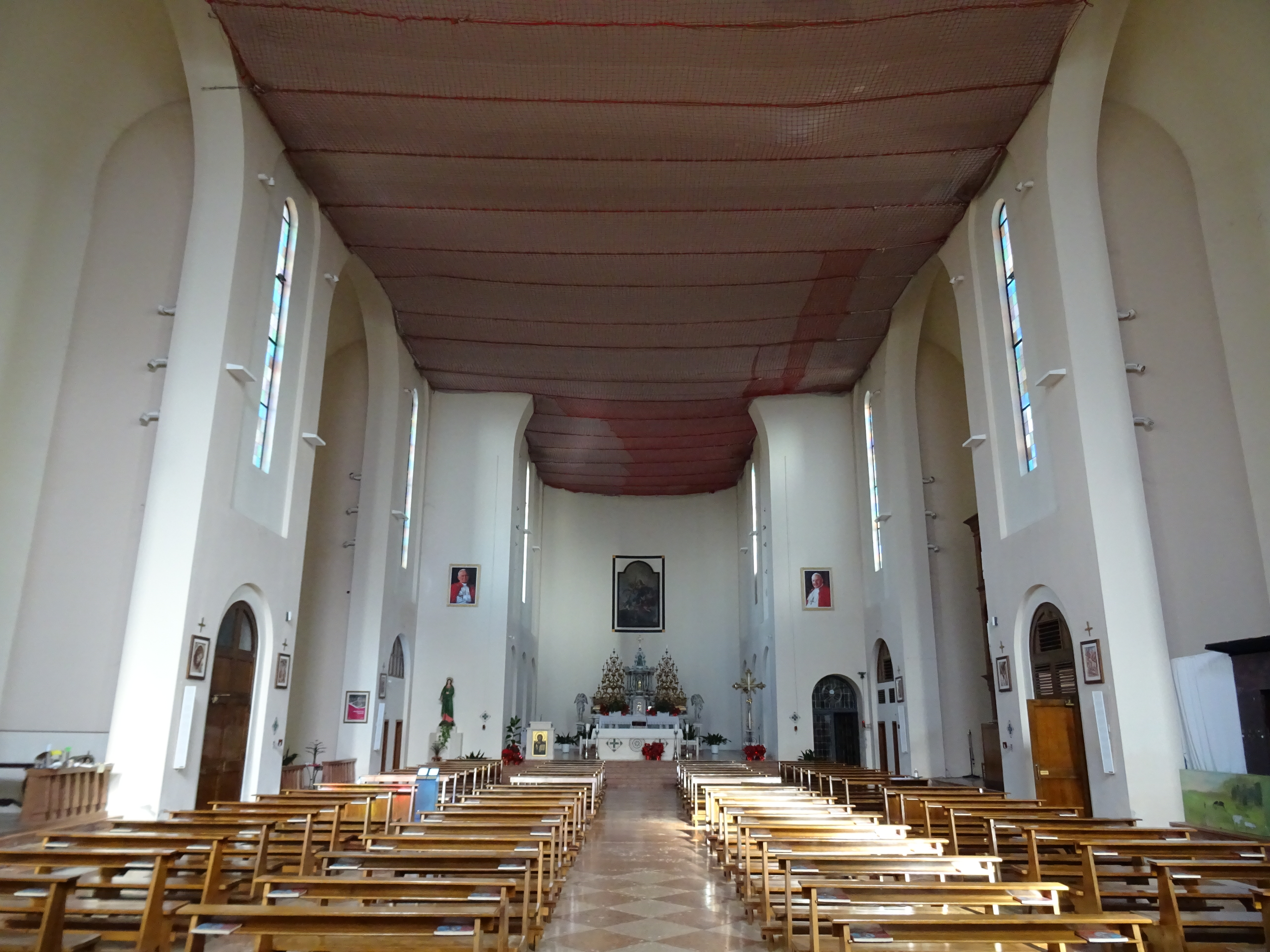
Interno della Chiesa di Santa Maria Assunta
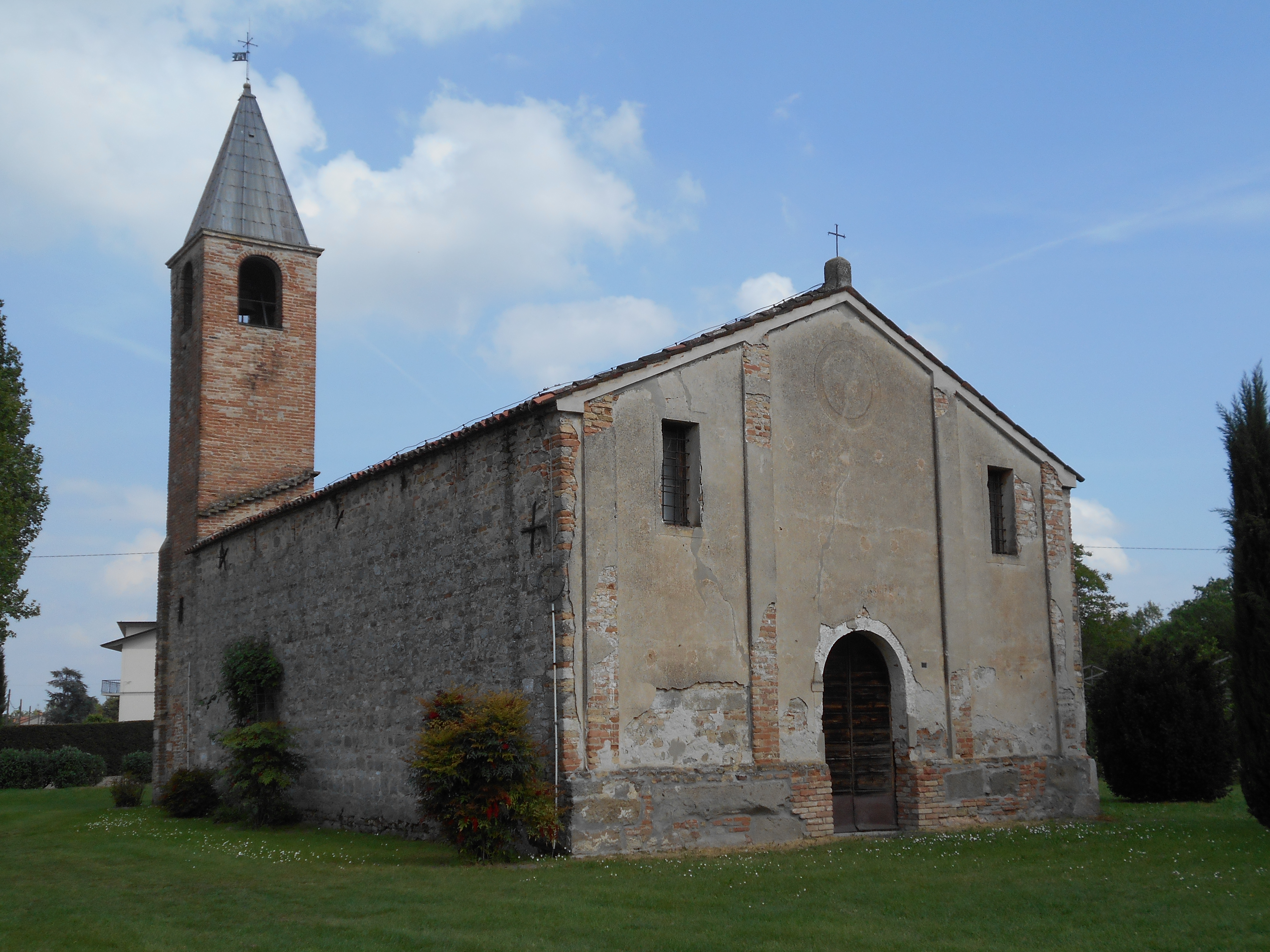
Chiesa di Santa Maria dei Prati a Chiesazza
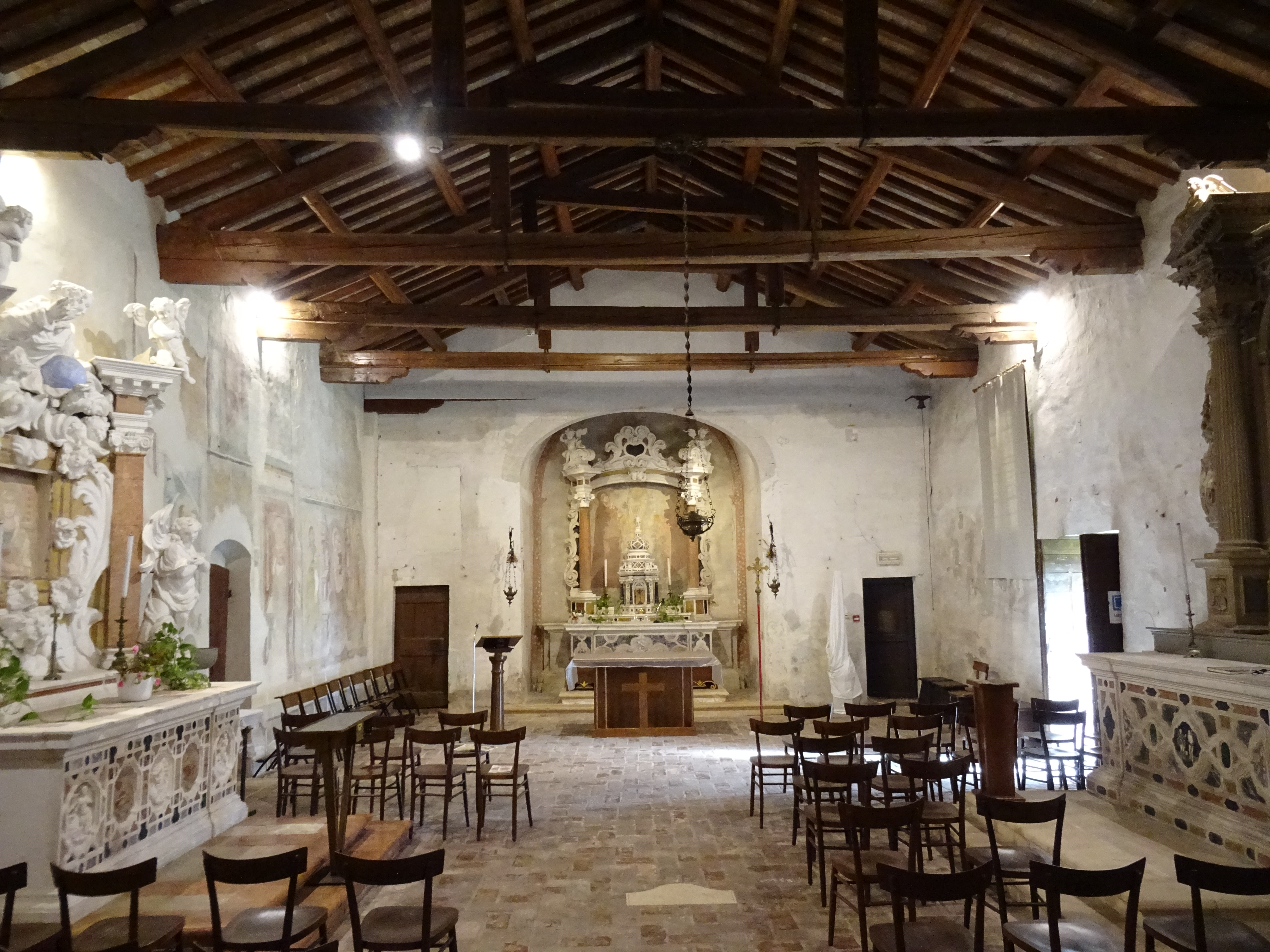
Interno della Chiesa di Santa Maria dei Prati a Chiesazza

## Società

### Evoluzione demografica
Abitanti censiti

## Amministrazione
| Periodo        | Periodo        | Primo cittadino | Partito              | Carica  | Note |
| -------------- | -------------- | --------------- | -------------------- | ------- | ---- |
| 4 luglio 1985  | 29 luglio 1990 | Lino Rezzan     | Democrazia Cristiana | Sindaco |      |
| 30 luglio 1990 | 14 giugno 2004 | Gino Gastaldo   | Democrazia Cristiana | Sindaco |      |
| 14 giugno 2004 | 26 maggio 2019 | Sandro Parolo   | Lista civica         | Sindaco |      |
| 27 maggio 2019 | 9 giugno 2024  | Matteo Chiodin  | Lista civica         | Sindaco |      |
| 9 giugno 2024  | in carica      | Sandro Parolo   | Lista civica         | Sindaco |      |